# حیات جاوید (نمایش تلویزیونی)
حیات جاوید نام یک مجموعه نمایشی تلویزیونی به نویسندگی و کارگردانی «شعاع‌الدین مصطفی‌زاده» و تهیه‌کنندگی «محسن هرندی» است که در سال ۱۳۵۷ از تلویزیون ملی ایران پخش شد.

## خلاصه داستان
این مجموعه نمایشی، در مورد دههٔ محرم و واقعۀ عاشورا بود و مضمونی مذهبی داشت.

## بازیگران و عوامل تولید

### بازیگران
- تقی ظهوری
- علی آقاجانیان
- کریم خنجری
- غلامرضا لیلازی
- قاسم پژمان

### عوامل تولید
- نویسنده و کارگردان هنری: شعاع‌الدین مصطفی‌زاده
- کارگردان تلویزیونی: کیوان علایی
- تصویربرداران: منصور نظمی، عباس توکلی، محمود دانشمند
- صدابرداران: مهدی قمصری، محمود اسفندیاری
- نورپردازی: احمد نصیری‌نیا
- چهره‌پردازی: جلال‌الدین معیریان
- تهیه‌کننده: محسن هرندی
- محصول: تلویزیون ملی ایران